# سراج‌الدین مهرالدین
سراج‌الدین مُهرالدین (تاجیکی: Сироҷидин Мӯҳридди [Аслов]؛ زادهٔ ۱۷ فوریهٔ ۱۹۶۴) سیاستمدار اهل تاجیکستان است. او در سال ۲۰۱۳ به عنوان وزیر کارهای خارجی تاجیکستان تعیین شد.
در سال ۲۰۱۰ به او نشان افتخار تاجیکستان اعطا شد. وی همچنین برندهٔ جوایزی همچون نشان دوستی شده‌است.

## زندگی شخصی
وی پنج فرزند دارد و به زبان‌های فارسی، انگلیسی و روسی تکلم می‌کند. 